# Еребру (комуна)
Комуна Еребру (швед. Örebro kommun) — адміністративно-територіальна одиниця місцевого самоврядування, що розташована в лені Еребру у центральній Швеції.
Еребру 64-а за величиною території комуна Швеції. Адміністративний центр комуни — місто Еребру.

## Населення
Населення становить 138 484 чоловік (станом на вересень 2012 року).
| Кількість населення комуни Еребру за 1810-2010 роки | Кількість населення комуни Еребру за 1810-2010 роки | Кількість населення комуни Еребру за 1810-2010 роки | Кількість населення комуни Еребру за 1810-2010 роки | Кількість населення комуни Еребру за 1810-2010 роки |
| --------------------------------------------------- | --------------------------------------------------- | --------------------------------------------------- | --------------------------------------------------- | --------------------------------------------------- |
| Рік                                                 |                                                     |                                                     | Населення                                           |                                                     |
| 1810                                                | 1810                                                |                                                     | 31 828                                              | 31 828                                              |
| 1850                                                | 1850                                                |                                                     | 45 490                                              | 45 490                                              |
| 1900                                                | 1900                                                |                                                     | 67 195                                              | 67 195                                              |
| 1950                                                | 1950                                                |                                                     | 99 322                                              | 99 322                                              |
| 1970                                                | 1970                                                |                                                     | 117 696                                             | 117 696                                             |
| 1980                                                | 1980                                                |                                                     | 116 969                                             | 116 969                                             |
| 1990                                                | 1990                                                |                                                     | 120 944                                             | 120 944                                             |
| 2000                                                | 2000                                                |                                                     | 124 207                                             | 124 207                                             |
| 2010                                                | 2010                                                |                                                     | 135 460                                             | 135 460                                             |
| Джерело: SCB                                        |                                                     |                                                     |                                                     |                                                     |

## Населені пункти
Комуні підпорядковано 14 міських поселень (tätort) та низка сільських, більші з яких:
- Еребру (Örebro)
- Гувста (Hovsta)
- Гарпгиттан (Garphyttan)
- Уденсбакен (Odensbacken)
- Вінтруса (Vintrosa)
- Екебю-Альмбю (Ekeby-Almby)
- Стура-Меллєса (Stora Mellösa)

## Міста побратими
Комуна підтримує побратимські контакти з такими муніципалітетами:
- Комуна Драммен, Норвегія
- Лаппеенранта, Фінляндія
- Колдінг, Данія
- Стиккісгольмур, Ісландія
- Лодзь, Польща
- Новгород, Росія
- По, Франція
- Іда-Вірумаа, Естонія

## Галерея

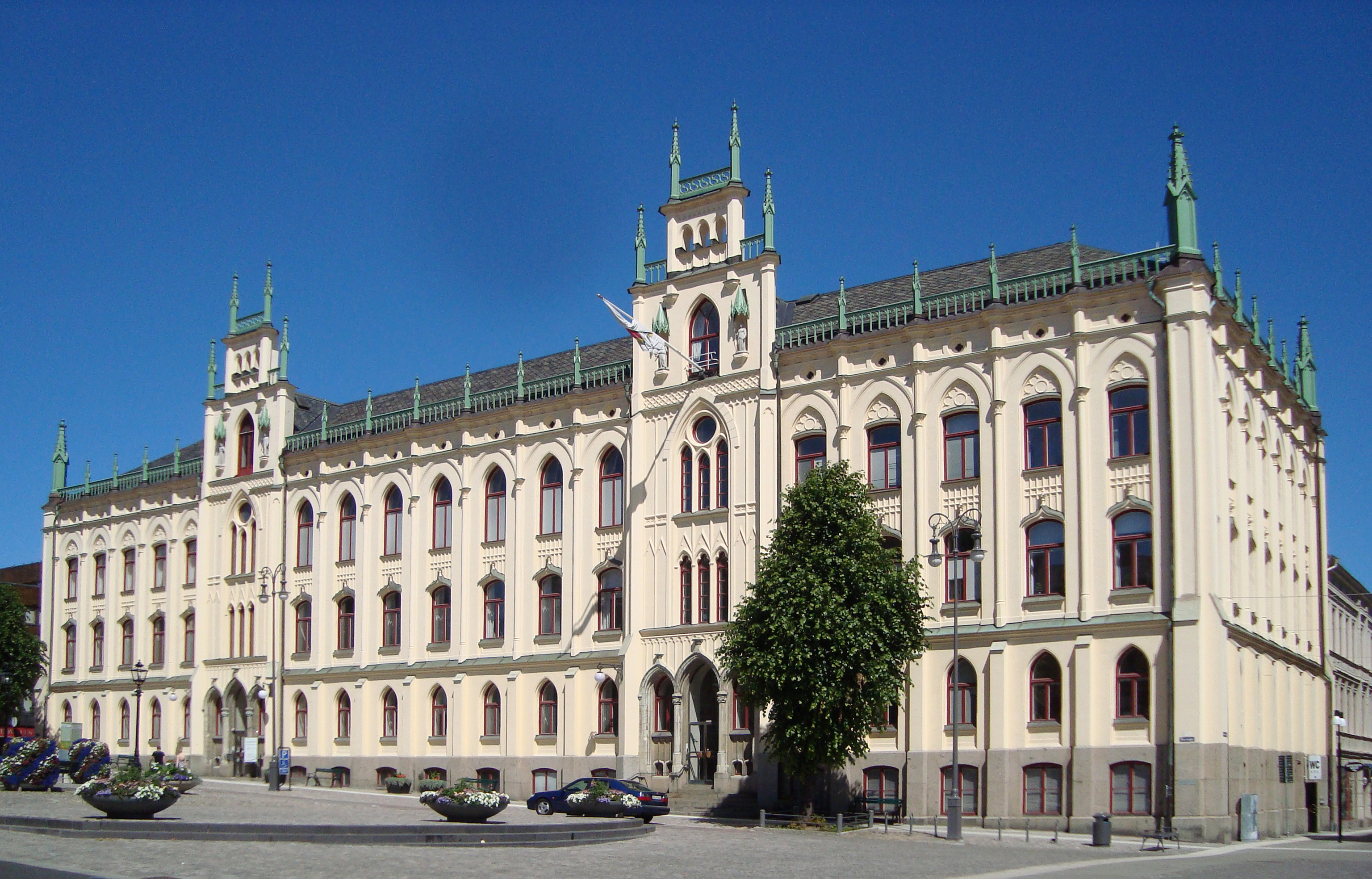
Ратуша (Еребру)
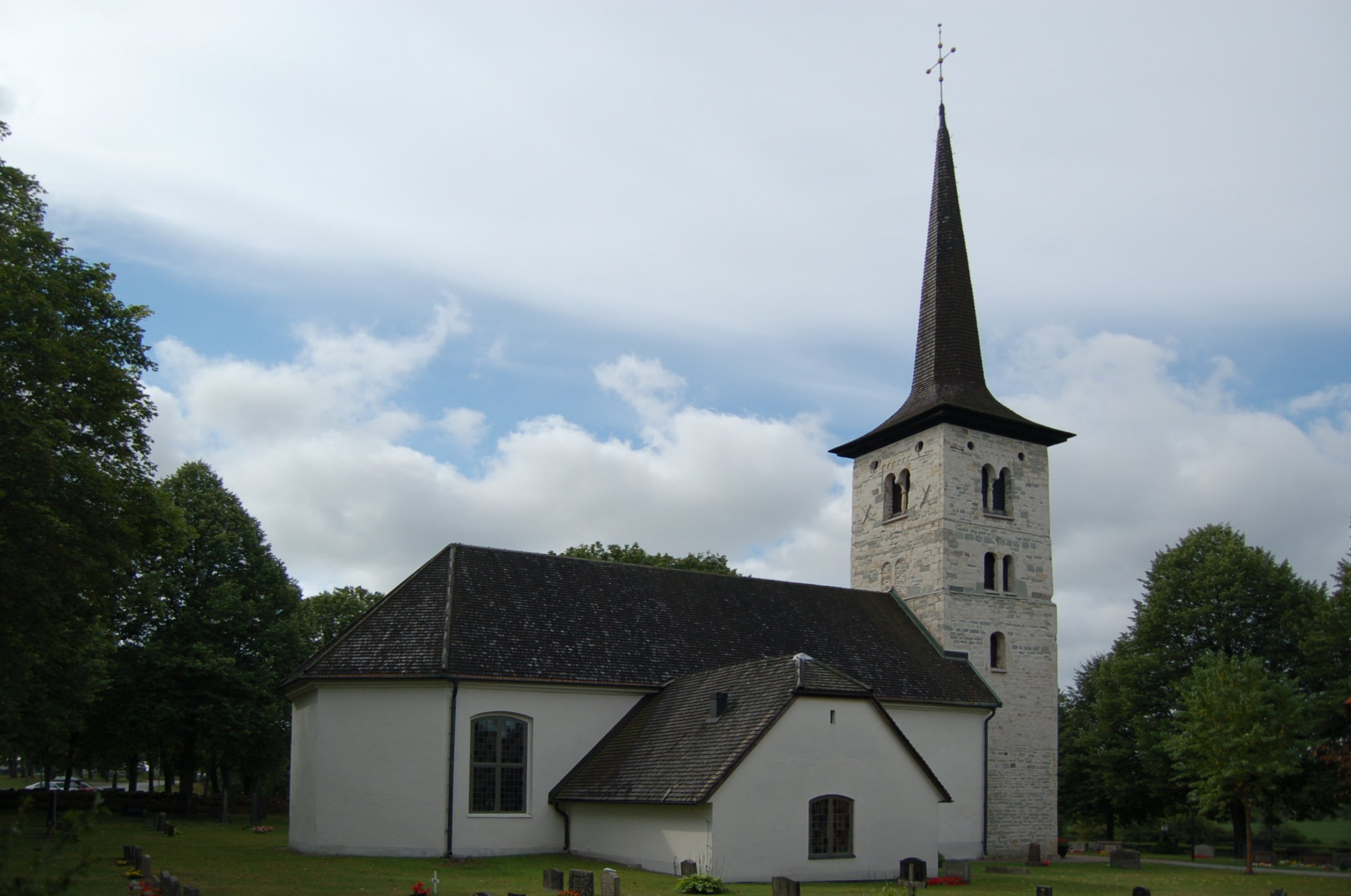
Церква (Гувста)
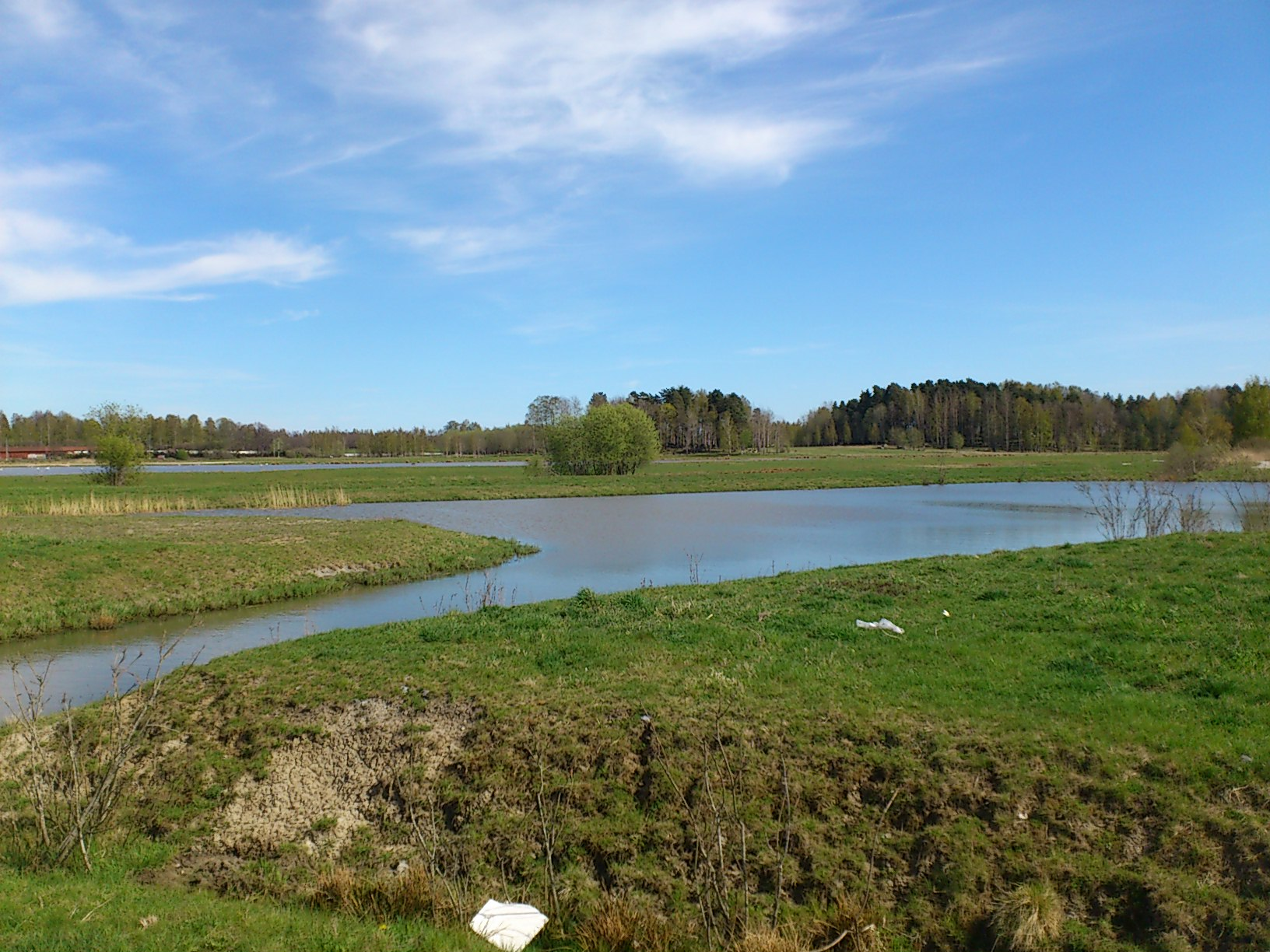
Природний заказник Буглундсенген
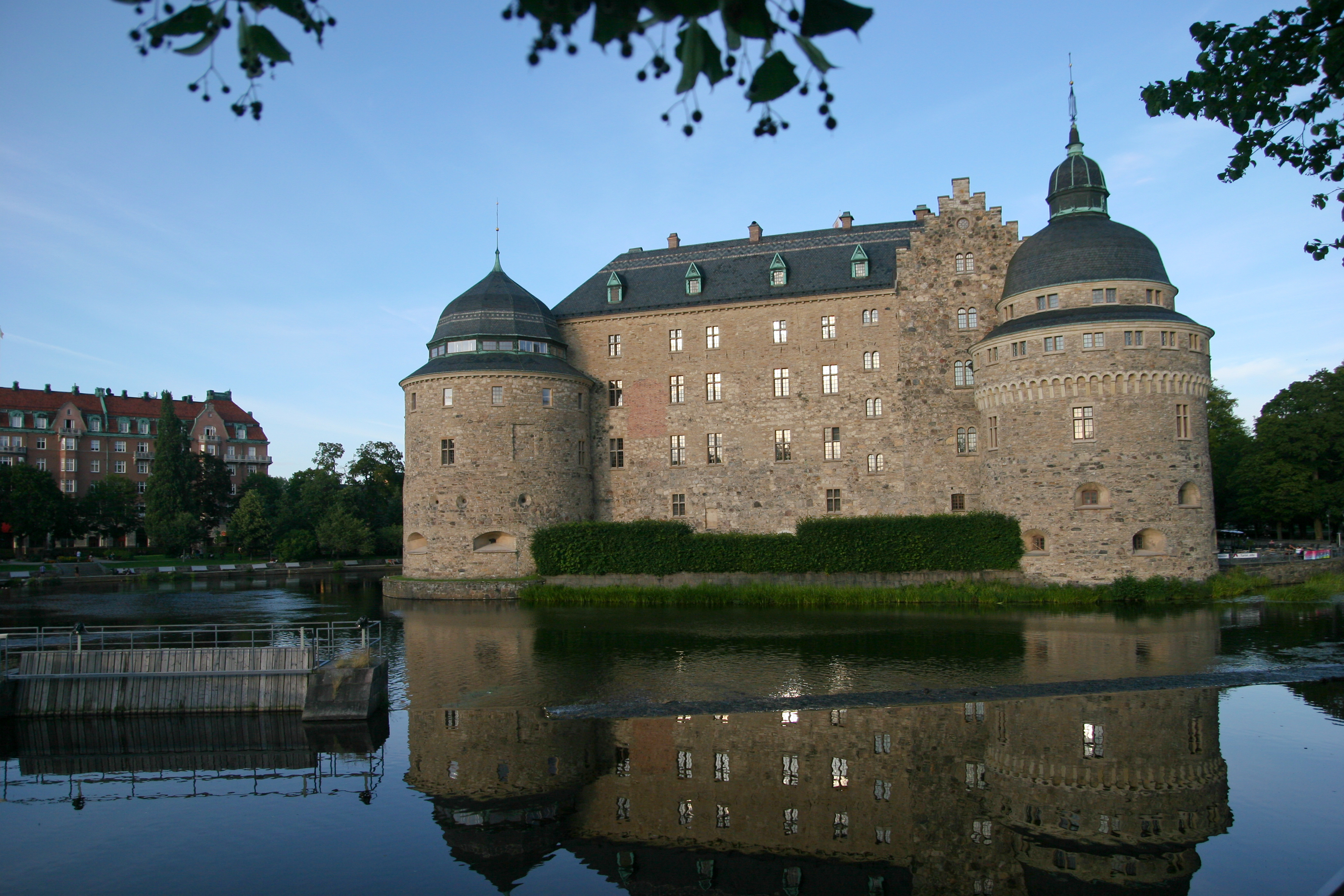
Замок в Еребру